# 기드온 (프로게이머)
기드온(본명: 김민성, 2003년 8월 14일 ~ )은 대한민국의 리그 오브 레전드 프로게이머이다. 아이디는 GIDEON, 포지션은 정글이다. 현재 농심 레드포스에서 활동하고 있다.

## 선수 생활
기드온은 2019년 10월 그리핀의 리저브팀에 전격 입단하면서 프로 커리어를 시작했다. 하지만 나이 제한 규정으로 인해 정규 경기에 출전을 하지 못했다.
2021 시즌 스토브리그 기간 중 KT 롤스터에 입단했다. 입단 이후 2군 로스터에 등록되며 챌린저스에서 시즌을 시작하였다. 2021 스프링 2라운드를 앞두고 1군으로 콜업되었다. 스프링 2라운드 기간 동안 팀의 주전 정글러로 활동했다. 서머 시즌 동안에는 블랭크와 번갈아가면서 출전을 기록했다.
2022 시즌을 앞두고 팀에 잔류했다. 블랭크는 이적했지만 팀에 커즈가 영입되면서 다시 한 번 서브로 시즌을 시작하게 되었다. 2022 시즌 종료 후 팀에서 퇴단했다.
2023 시즌을 앞두고 인빅투스 게이밍에 입단했다.
2024 시즌을 앞두고 OK저축은행 브리온에 입단했다.

## 소속팀
| # | 팀명              | 소속 기간             | 소속 리그 | 비고 |
| - | ----------------- | --------------------- | --------- | ---- |
| 1 | 그리핀            | 2019.10~2020.12.02    | LCK CK    |      |
| 2 | KT 롤스터         | 2020.12.03~2022.11.22 | LCK       |      |
| 3 | 인빅투스 게이밍   | 2022.12.16~2023.05.07 | LPL       |      |
| 4 | OK저축은행 브리온 | 2023.11.22~           | LCK       |      |

## 수상 내역
- 2020 LoL KeSPA컵 울산 4강